# 打破碗花花
打破碗花花（學名：Anemone hupehensis），又名野棉花、遍地爬、五雷火、霸王草、满天飞、盖头花、山棉花、火草花、大头翁，毛茛科銀蓮花屬多年生草本植物。其重瓣变种称为秋牡丹。其种加词“hupehensis ”意为“湖北的”。
现接受名为Eriocapitella hupehensis (Lemoine) Christenh. & Byng, 2018。

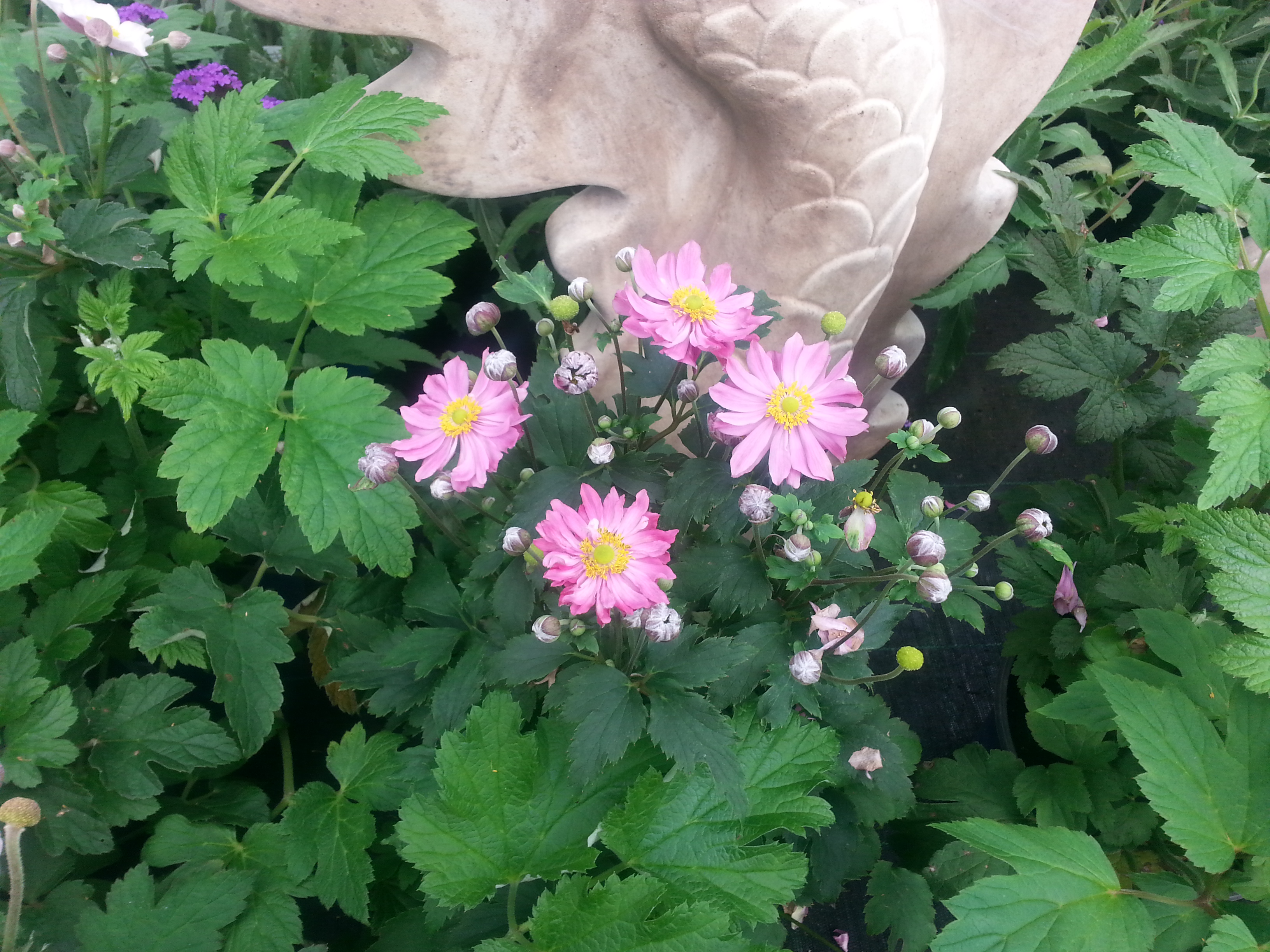
秋牡丹